# 植柳村
植柳村（うやなぎむら）は、熊本県の南部、八代郡にかつてあった村。

## 歴史
- 1889年4月1日 - 町村制が施行し、麦島村、植柳村、大福寺村が合併し植柳村が発足。
- 1940年9月1日 - 八代町、太田郷町、松高村と合併して八代市となる。

## 学校
- 植柳村立植柳尋常小学校（現在の八代市立植柳小学校）